# 芝琴楼
芝琴楼，1931年由陈芝琹捐资建成，是南开大学早期建筑之一，最初最為女生宿舍，1937年日军轰炸南开大学校园时曾将该楼部分炸毁，目前该建筑经修缮并沿用至今。